# Quasibuntonia radiatopora
Quasibuntonia radiatopora is een mosselkreeftjessoort. De wetenschappelijke naam van de soort is voor het eerst geldig gepubliceerd in 1880 door Seguenza.